# Stemmespild
I et valgsystem er der stemmespild, når en stemme ikke bliver brugt til at få en kandidat eller et parti valgt ind. Blandt andet er en stemme spildt, hvis den gives til et parti der falder under en spærregrænse. Et af hovedprincipperne indenfor gerrymandering er at maksimere stemmespild hos partier man vil skade, for eksempel ved at sprede en gruppe vælgere mellem mange valgkredse hvor de er i mindretal.
Under proportionale valgmetoder som i Danmark er stemmespildet minimalt, men især spærregrænsen på 2% gør at mange stemmer spildes. Ved folketingsvalget 2019 var der tre partier under 2%, hvilket betød 153.923 spildte stemmer, det højeste antal siden 1990. Før 1918 havde man det system ved valg til Folketinget, at hver valgkreds valgte ét medlem til Folketinget, hvorfor de stemmer, der blev afgivet i de enkelte kredse på andre kandidater end den valgte i praksis var spildt. Dette gav en meget høj spildprocent af stemmer, som f.eks. ved folketingsvalget 1903, hvor stemmespildet blev vurderet til ca. 42 procent af stemmerne ifølge folketingsmedlem Ellinger fra Højre
I lande som Storbritannien og USA, der begge bruger flertalsvalg i enkeltmandskredse, er der forholdsvis meget stemmespild, fordi kun den mest populære kandidat i hver kreds vælges ind, og stemmer på alle andre kandidater dermed er spildt.